# Laetia ternstroemioides
Laetia ternstroemioides är en videväxtart som beskrevs av August Heinrich Rudolf Grisebach. Laetia ternstroemioides ingår i släktet Laetia och familjen videväxter. Inga underarter finns listade i Catalogue of Life.